# Megarhogas philippinensis
Megarhogas philippinensis är en stekelart som beskrevs av Baker 1917. Megarhogas philippinensis ingår i släktet Megarhogas och familjen bracksteklar. Inga underarter finns listade i Catalogue of Life.